# Pfleggericht Glanegg

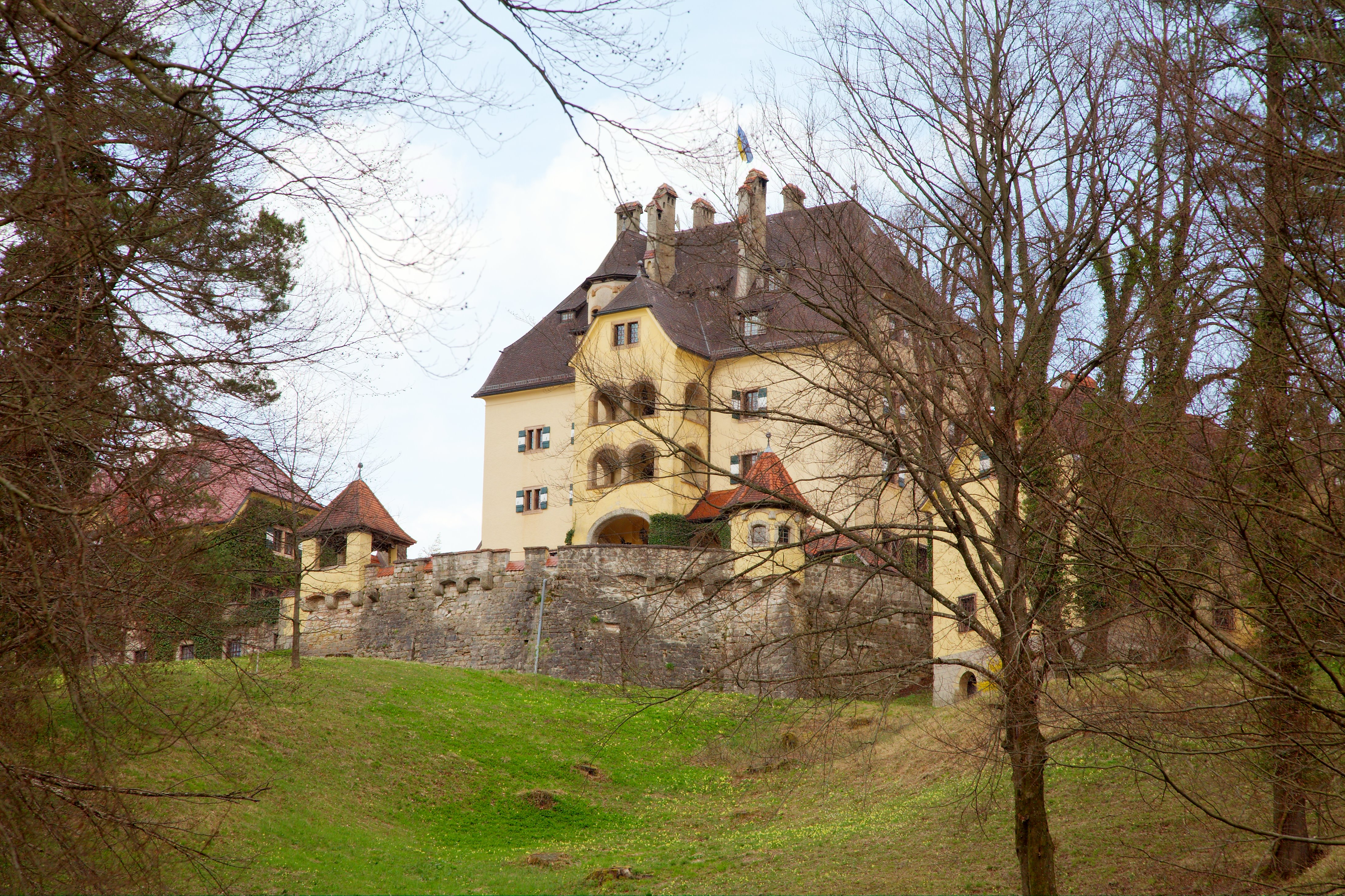
Schloss Glanegg

Das Pfleg- und Landgericht Glanegg (auch Glaneck) war eine Gerichts- und Verwaltungsbehörde des Erzstifts Salzburg und seines Rechtsnachfolgers, des Kurfürstentums Salzburg, die bis 1805 bestand. Sitz war zuerst im Schloss Glanegg in Glanegg (in der heutigen Flachgauer Marktgemeinde Grödig) und dann ab 1636 in Salzburg in einem Nebengebäude von Schloss Hellbrunn.

## Geschichte
Nach dem Aussterben der Grafen von Plain fielen deren Rechte und Lehenshoheit über die Gebiete zwischen dem Pass Lueg und der Stadt Salzburg an den Salzburger Erzbischof. Dieser vergab das Gericht Grafengaden an die Guetrater. Dieses Gericht wurde mit dem Aussterben dieses Ministerialen-Geschlechts im 14. Jahrhundert aufgelöst. Es entstand das Pfleggericht Glanegg mit Sitz auf Schloss Glanegg.
Dessen Gerichtsbezirk erstreckte sich auf Ortschaften auf beiden Seiten der Salzach, unter anderem die Dörfer Anif, Niederalm, Grödig, St. Leonhard, Aigen, Leopoldskron-Moos, Morzg, Elsbethen, Puch und Oberalm.
An der Spitze des Pflegamtes stand ein Pfleger, dem ein Landrichter nachgeordnet war. Der Pfleger übersiedelte, da Schloss Glanegg wegen Baufälligkeit restauriert werden musste, 1636 in das Schloss Hellbrunn.
Das Pfleggericht Glanegg wies bei seiner Aufhebung und Teilung an die Gerichte Salzburg, Hallein und Neuhaus am 1. Februar 1805 insgesamt 5127 Untertanen auf: a) für Salzburg 1756; b) für Hallein 2201; c) für Neuhaus 1170.
Wie im Heiligen Römischen Reich üblich war die Trennung der Rechtsprechung von der Verwaltung nicht umgesetzt. Die Ämter waren sowohl erstinstanzliche Gerichte als auch Verwaltungs-, Polizei- und Steuerbehörden.